# Lysidice (Pflanzengattung)
Lysidice ist eine Pflanzengattung in der Unterfamilie der Johannisbrotgewächse (Caesalpinioideae) innerhalb der Familie der Hülsenfrüchtler (Fabaceae). Die nur zwei Arten kommen im südlichen sowie südwestlichen China und in Vietnam natürlich vor.

## Beschreibung

### Erscheinungsbild und Blätter
Lysidice-Arten wachsen als Sträucher oder Bäume. 
Die wechselständig an den Zweigen angeordneten Laubblätter sind in Blattstiel und Blattspreite gegliedert. Die paarig gefiederte Blattspreite enthält drei bis fünf Paare von gegenständigen Fiederblätter. Die kurz gestielten Fiederblätter sind asymmetrisch auf beiden Seiten und besitzen eine leicht schräge Basis. Die früh oder spät abfallenden Nebenblätter sind klein pfriemlich oder schmal dreieckig.

### Blütenstände und Blüten
In endständigen, rispigen Blütenstände stehen meist viele Blüten zusammen. An der Basis der Blütenstände befinden sich große, rote oder weiße Tragblätter. Die gestielten Blüten stehen jeweils über zwei kleinen Deckblättern, die sich im oberen Bereich des Blütenstieles befinden. 
Die zwittrigen Blüten sind zygomorph mit doppelter Blütenhülle. Die vier Kelchblätter sind zu einer Röhre verwachsen; die vier Kelchzähne überdecken sich dachziegelartig und sind nach der Anthese zurückgebogen. Von den fünf Kronblättern sind die drei hinteren lang genagelt sowie verkehrt-eiförmig und die zwei vorderen viel kleiner, reduziert, schuppenartig oder pfriemlich. Es sind nur zwei fertil Staubblätter und drei bis acht Staminodien vorhanden. Die zwei fertilen Staubblätter bestehen aus freien oder an ihrer Basis kurz verwachsenen, langen Staubfäden, die in der Blütenknospe zurückgebogen sind, und elliptischen Staubbeuteln, die sich mit einem Längsschlitz öffnen. Die ungleich langen Staminodien sind pfriemlich ohne Staubbeutel oder ein bis drei von ihnen besitzen kleine, reduzierte Staubbeutel und sind kreisförmig. Das einzige gestielte Fruchtblatt ist abgeflacht, länglich und enthält 6 bis 14 Samenanlagen. Der dünne, lange Griffel endet in einer kleinen kopfigen Narbe.

### Früchte und Samen
Die gestielte, dick-ledrige oder holzige Hülsenfrucht ist flach, länglich oder verkehrt-eiförmig-länglich und das obere Ende ist geschnäbelt. Die Hülsenfrucht öffnet sich bei Reife und dann sind die zwei Fruchtklappen flach verdrehen sich wellig oder spiralig. Die glänzenden Samen sind flach, lang, schräg breit elliptisch oder fast kreisförmig, dabei ist der nicht oder deutlich zu einem schmalen kantigen Ring verdickt. Der kleine Embryo besitzt zwei flache Keimblätter (Kotyledonen).

## Systematik und Verbreitung
Die Gattung Lysidice wurde 1867 durch Henry Fletcher Hance in: Journal of Botany, British and Foreign, Volume 5, 10, S. 298–299 mit der Typusart Lysidice rhodostegia aufgestellt. Der Gattungsname Lysidice ist von den griechischen Wörtern lysi- für sich lösen und di- für zwei, dies bezieht sich auf die zwei Fruchtklappen, die sich bei Reife Richtung Fruchtstiel verdrehen und die Samen freigeben.
Die Gattung Lysidice gehört zur Tribus Detarieae in der Unterfamilie Caesalpinioideae innerhalb der Familie der Fabaceae.
Die beiden Arten kommen im südlichen sowie südwestlichen China und in Vietnam natürlich vor. Lysidice rhodostegia ist im tropischen Afrika, auf Karibischen Inseln, in Zentralamerika und in Florida ein Neophyt.
Es  gibt nur zwei Lysidice-Arten:
- Lysidice brevicalyx C.F.Wei: Die Erstbeschreibung erfolgte 1983 in Chao Fen Wei: Materials of Saraca, Lysidice and Cercis from China in Guihaia, 3, 1, S. 12–13, Tafel 1. Sie gedeiht in lichten bis dichten Wäldern in Tälern und entlang von Fließgewässern in Höhenlagen von 500 bis 1000 Meter in den chinesischen Provinzen Guangdong, Guangxi, Guizhou sowie Yunnan.
- Lysidice rhodostegia Hance: Sie gedeiht natürlich an Berghängen, in Gestrüpp, am Straßenrand, in Tälern entlang von Fließgewässern in Höhenlagen unter 500 Meter in Vietnam und in den chinesischen Provinzen Guangdong, Guangxi (Longzhou), Guizhou sowie Yunnan.

## Nutzung
Lysidice rhodostegia wird als Zierpflanze verwendet.
Lysidice rhodostegia wird in China medizinisch eingesetzt gegen rheumatische und arthritische Schmerzen und sie besitzt eine abschwellende Wirkung (Detumeszenz). Die unterirdischen und grünen Pflanzenteile sind schwach giftig.

## Weiterführende Literatur
- Song Gao, Guang-Miao Fu, Li-Hua Fan, Shi-Shan Yu & De-Quan Yu: Flavonoids from Lysidice rhodostegia Hance, In: Journal of Integrative Plant Biology, Volume 47, Issue 6, 2005, S. 759–763: doi:10.1111/j.1744-7909.2005.00063.x
- Y. C. Hu, X. F. Wu, S. Gao, S. S. Yu, Y. Liu, J. Qu, J. Liu & Y. B. Liu: Novel phloroglucinol derivatives from the roots of Lysidice rhodostegia, In:  Organic Letters, Volume 8, Issue 11, 2006, S. 2269–2272: doi:10.1021/ol060514o
- Y. C. Hu, S. G. Ma, S. S. Yu, X. F. Wu & Y. Li: Phenolic glycosides isolated from the bark of Lysidice brevicalyx Wei, In: Journal of Asian Natural Products Research, Volume 12, Issue 6, 2010, S. 516–521.